# داني مورسيو
داني مورسيو  (بالإنجليزية: Danny Morseu)‏ مواليد 1 يناير 1958، هو لاعب كرة سلة أسترالي بدأ مسيرته الاحترافية في سنة 1979.

## روابط خارجية
- داني مورسيو على موقع الاتحاد الدولي لكرة السلة (الإنجليزية)
- داني مورسيو على موقع الاتحاد الدولي لكرة السلة (الإنجليزية)
- داني مورسيو على موقع ريلجم (الإنجليزية)
- داني مورسيو على موقع سبورتس رفرنس (الإنجليزية)
- داني مورسيو على موقع أوليمبيديا (الإنجليزية)
- داني مورسيو على موقع اللجنة الأولمبية الأسترالية (الإنجليزية)